# Hongkong Powerman
Hongkong Powerman (chinesisch 五福星撞鬼), auch bekannt als Ghost Punting oder Lucky Stars Ghost Encounter, ist ein Eastern von 1992 aus Hongkong. Er ist eine Fortsetzung der beliebten Lucky-Stars Reihe.

## Handlung
Während ihres Urlaubs auf Lantau stößt die Waisenhaus-Gang in einem heruntergekommenen Schloss auf einen Geist, der nach Rache an seinen Mördern sucht. Die Gang erklärt sich bereit, ihm zu helfen – unter der Bedingung, dass er sie beim Schummeln im Glücksspiel unterstützt. Zurück in Hongkong entpuppen sich die Mörder jedoch als Mitglieder einer skrupellosen Rauschgift-Mafia. Es kommt zu einem actiongeladenen Showdown bei dem die Gang die Mörder besiegen kann.

## Hintergrund
Nach Winners and Sinners (1983), Tokyo Powerman (1985) und Powerman 2 (1985) ist Hongkong Powerman (1992) der vierte Film der Lucky-Stars Reihe der in Deutschland erschienen ist. Die Filme, welche vom deutschen Verleih Powerman (1984) und Powerman 3 (1985) genannt wurden, werden oft gemeinsam vermarktet, sind allerdings eigenständige Filme ohne Verbindung zu der Reihe.
Der Film wurde erst 2024 zum ersten Mal überhaupt in Europa veröffentlicht, dies geschah durch den deutschen Unternehmer Max Maschmann, welcher die Rechte erworben hatte.